# تینسولیت

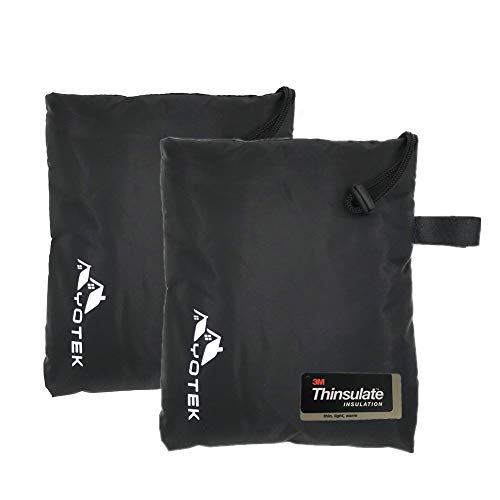
تینسولیت

تینسولیت یک نشان تجاری برای شرکت ۳M برای نوعی عایق گرمایی الیاف مصنوعی (الیاف مصنوعی thermal insulation) است که در پوشاک به کار می‌رود. واژه تینسولیت ترکیبی از دو واژه thin و insulate است. این پارچه برای اولین بار حدوداً در سال ۱۹۸۰ به فروش رفت.
الیاف تینسولیت ضخامتی حدود ۱۵ میکرومتر دارد که از الیاف پلی استر نیز که برای گرمایش لباس‌هایی مانند دستکش یا ژاکت‌های زمستانی به کار می‌رود، نازک‌تر است. تبلیغ‌های پارچه تینسولیت، به علت چگالی افزایش‌یافته الیاف در برابر اندازه کاهش‌یافته‌اش، آن را کارآمدتر از روش‌های سنتی گرمایشی می‌دانند مانند بیشتر پارچه‌های عایق گرمایی، منفذهای بین الیاف نه تنها جریان گرمایی را افزایش می‌دهند، بلکه موجب دفع رطوبت نیز می‌شوند. ویژگی‌های عایق گرمایی برای حفظ بخشی از حرارت تولید شده توسط بدن که گرمایی آرامش‌بخش است، سودمندست؛ در حالی که رطوبت ایجادشده مانند تعریق، می‌تواند تبخیر شود.
کارخانجات تولیدکننده این ادعا را دارند که برای پارچه‌ای با ضخامت معین، تینسولیت گرمایی ۱ تا ۱/۵ برابر گرمای پر قو تولید می‌کند و این در حالیست که به نسبت پر قو آب کم‌تری به خود جذب می‌کند و بیشتر در برابر فشار و چلاندن مقاوم است. بر اساس ارزش گرمایی ۴/۸ برای پر قو Clo به ازای ۲۸ سانتی‌متر (۱/۱ اینچ) بدین معنی خواهد بود که تینسولیت حدود ۶/۵ Clo بر اینچ تولید می‌کند (که مقاومت گرمایی ۵/۷۵ در هر اینچ است).
در سال ۱۹۷۸ گرمایش تینسولیت مطرح شد و با شعار «گرمای بدون حجم زاید» وارد بازار گشت. بازار پارچه این نظر را دارد که تینسولیت قابلیت گرمایشی و عایق سازی خود را حتی در شرایط رطوبی و نمناک نیز حفظ می‌کند.
یادداشت‌های تولیدکننده بیانگر اینست که گونه‌های مختلفی از تینسولیت از ترکیبات گوناگون بسپار (پلیمر) تهیه می‌شوند ولی غالباً از پلی اتیلن ترفاتالات (پلی‌اتیلن ترفتالات) یا ترکیبی از آن و پلی پروپیلن (پلی‌پروپیلن) ساخته می‌شوند. برخی دیگر، شامل مواد دیگری مانند polyethylene terephthalate–Polyethylene isophthalate copolymer و آکریلیک هستند.

## External links
- Thinsulate